# I Was Made to Love Her
I Was Made to Love Her är en låt av Stevie Wonder som lanserades som singel av skivbolaget Tamla-Motown 1967. Stevie Wonder samskrev låten med sin mor Lula Mae Hardaway, låtskrivaren Sylvia Moy och producenten Henry Cosby. "I Was Made to Love Her" blev Stevie Wonders största singelhit i USA sedan hans genombrottslåt "Fingertips" 1962, och hans dittills största hit i Storbritannien. Den namngav också hans album 1967, som utgavs efter singelframgången. Låten spelades snabbt in av The Beach Boys som gav ut den på albumet Wild Honey.
Låten inleds med ett för Wonder karaktäristiskt munspelssolo och sedan följer texten, en kärlekshyllning till en kvinna vid namn Suzy som berättaren älskat sedan barnsben, trots hans föräldrars protester.

## Listplaceringar
| Lista (1967)   | Position              |
| -------------- | --------------------- |
| Australien     | 40 (Go Set)           |
| Frankrike      | 15                    |
| Kanada         | 5 (RPM)               |
| Norge          | 7 (VG-lista)          |
| Nya Zeeland    | 16 (NZ Listner)       |
| Storbritannien | 5                     |
| Sverige        | 9 (Kvällstoppen)      |
| USA            | 2 (Billboard Hot 100) |
| Vallonien      | 14                    |